# Los muchachos
Los muchachos es el quinto álbum de estudio del grupo musical de reguetón colombiano Piso 21.
El álbum se caracteriza por el estilo urbano de la banda, aunque tiene una variedad de ritmos entre vallenato, corrido, pop, trap, rock. Asimismo el 9 de noviembre de 2023, el álbum se estrenó junto al sencillo «Sinceramente».
De este álbum, se desprenden sencillos como: «En mi piel», «Me liberé», «Déjalo en visto» y «Sueltas». En este álbum, están incluidas las participaciones de Nicky Jam, Elena Rose, Fainal & Shako, Ryan Castro, Tezzel y Gabito Ballesteros.

## Lista de canciones
| N.º | Título                               | Duración |  |
| 1.  | «Sinceramente»                       | 3:19     |  |
| 2.  | «Déjalo en visto» (con Nicky Jam)    | 3:09     |  |
| 3.  | «90's Baby» (con Tezzel)             | 3:34     |  |
| 4.  | «Vallenato» (con Elena Rose)         | 4:24     |  |
| 5.  | «Enviciao»                           | 3:29     |  |
| 6.  | «En mi piel» (con Fainal & Shako)    | 3:29     |  |
| 7.  | «Mayo 7»                             | 2:32     |  |
| 8.  | «TDO»                                | 3:02     |  |
| 9.  | «3/21» (con Ryan Castro)             | 2:46     |  |
| 10. | «Costa Rica»                         | 2:33     |  |
| 11. | «Malas decisiones»                   | 2:19     |  |
| 12. | «Vuelo de las 12»                    | 3:03     |  |
| 13. | «Me liberé» (con Gabito Ballesteros) | 2:59     |  |
| 14. | «Veo veo»                            | 2:53     |  |
| 15. | «Sueltas»                            | 2:43     |  |